# Liste der Kulturgüter in Meggen
Die Liste der Kulturgüter in Meggen enthält alle Objekte in der Gemeinde Meggen im Kanton Luzern, die gemäss der Haager Konvention zum Schutz von Kulturgut bei bewaffneten Konflikten, dem Bundesgesetz vom 20. Juni 2014 über den Schutz der Kulturgüter bei bewaffneten Konflikten sowie der Verordnung vom 29. Oktober 2014 über den Schutz der Kulturgüter bei bewaffneten Konflikten unter Schutz stehen.
Objekte der Kategorien A und B sind vollständig in der Liste enthalten, Objekte der Kategorie C fehlen zurzeit (Stand: 1. Januar 2023). Unter übrige Baudenkmäler sind zusätzliche Objekte zu finden, die im kantonalen Denkmalverzeichnis verzeichnet und nicht bereits in der Liste der Kulturgüter enthalten sind.

## Kulturgüter
| Foto |                                                                                       | Objekt                                                    | Kat. | Typ | Standort                                  | Beschreibung |
| ---- | ------------------------------------------------------------------------------------- | --------------------------------------------------------- | ---- | --- | ----------------------------------------- | ------------ |
| ja   | Datei hochladen · Wikidata zu Piuskirche Meggen (Q29522436)                           | Katholische Piuskirche KGS-Nr.: 03840                     | A    | G   | Schlösslistrasse 4 670957 / 211012        |              |
| ja   | Datei hochladen · Wikidata zu Schloss Meggenhorn (Q691880)                            | Schloss Meggenhorn KGS-Nr.: 03844                         | A    | G   | Meggenhornstrasse 53, 53a 669741 / 209758 |              |
| ja   | Datei hochladen · Wikidata zu Neugotisches Schloss Neu-Habsburg (Q15261844)           | Neu-Habsburg, neugotisches Schloss KGS-Nr.: 03841         | B    | G   | Lerchenbühlstrasse 80 671066 / 210486     |              |
| ja   | Datei hochladen · Wikidata zu Englischer Friedhof mit Kapelle (Q29785756)             | Englischer Friedhof mit Kapelle KGS-Nr.: 03842            | B    | G   | Kreuzbuchstrasse 154 669666 / 211553      |              |
| BW   | Datei hochladen · Wikidata zu Inselkapelle St. Niklaus (Q29785758)                    | Inselkapelle St. Niklaus KGS-Nr.: 03843                   | B    | G   | St. Niklausweg 48.2 669843 / 209526       |              |
| BW   | Datei hochladen · Wikidata zu Mittelalterliche Burgruine Neu-Habsburg (Q120380464)    | Neu-Habsburg, mittelalterliche Burgruine KGS-Nr.: 16331   | B    | F   | Lerchenbühlstrasse 671050 / 210474        |              |
| ja   | Datei hochladen · Wikidata zu Altstadtinsel, mittelalterliche Burgstelle (Q120379728) | Altstadtinsel, mittelalterliche Burgstelle KGS-Nr.: 17150 | B    | F   | Altstadinsle 670223 / 209437              |              |

## Übrige Baudenkmäler
| ID          | Foto |                                                                                       | Objekt                                      | Typ | Standort                             | Beschreibung |
| ----------- | ---- | ------------------------------------------------------------------------------------- | ------------------------------------------- | --- | ------------------------------------ | ------------ |
| 205 / 205 a | BW   | Datei hochladen                                                                       | Hofgruppe Spissen                           | G   | Spissenstrasse 58/67 671531 / 212039 |              |
| 238         | ja   | Datei hochladen · Wikidata zu Altstadtinsel, mittelalterliche Burgstelle (Q120379728) | Burgruine Altstad                           | G   | Altstadinsle 670223 / 209437         |              |
| 475         | BW   | Datei hochladen                                                                       | Kapelle Unserer Lieben Frau auf der Platte  | G   | Vordermeggen 671138 / 211027         |              |
| 1092        | BW   | Datei hochladen                                                                       | Kreuztrotte                                 | G   | Gotthardstrasse 2 671806 / 211580    |              |
| 1097        | BW   | Datei hochladen                                                                       | Bauernhaus Bözmatt                          | G   | Bötzmattweg 12 672640 / 212003       |              |
| 1122        | BW   | Datei hochladen                                                                       | St. Charles Hall (1921/25, Albert Froelich) | G   | Benzholzstrasse 671275 / 210824      |              |

Legende: Siehe Legende der Liste der Kulturgüter von nationaler und regionaler Bedeutung. Anstelle der KGS-Nummer wird als Objekt-Identifikator (ID) die Gebäudenummer im kantonalen Denkmalverzeichnis verwendet.